# Kaine (comics)
Pour les articles homonymes, voir Kaine.
Kaine est un personnage de fiction, super-vilain devenu gentil appartenant à l'univers de Marvel Comics. Il s'agit d'un clone raté de Peter Parker (Spider-Man), créé par le professeur Miles Warren, le Chacal. Il est apparu pour la première fois dans le comic book Web of Spider-Man #119, par Terry Kavanagh et Steven Butler.

## Biographie du personnage
Kaine est un personnage qui est apparu lors de la Saga du Clone. Tout comme Ben Reilly, c'est un clone de Spider-Man, mais contrairement aux autres, il s'est forgé sa propre identité, allant même jusqu'à porter un costume bleu et rouge et se laissant pousser les cheveux. Malheureusement il est atteint du syndrome de dégénérescence qui touche les clones et, au fil de ses apparitions, son corps se détériore de plus en plus. 
Croyant qu'il était le vrai Peter Parker, il essaya de faire accuser Ben Reilly des meurtres qu'il avait commis. Il a tué le Docteur Octopus (temporairement) et le Grim Hunter, l'un des fils de Kraven, à la suite de visions lui prédisant la mort de Mary Jane Watson Parker. Kaine tentait en effet de protéger Peter Parker, qu'il admirait pour s'être construit une vie malgré, croyait-il, sa condition de clone. Kaine trouva au cours de la Saga du Clone la mort des mains de Spidercide, le nouveau clone du Chacal. Il fut cependant ramené à la vie pour participer au Grand Jeu, concours unissant de riches industriels, patrons ou propriétaires pariant sur l'issue de combats entre champions surhumains. Kaine traqua à nouveau Ben Reilly lorsque celui-ci prit la relève de Spider-Man, mais finit par apaiser ses démons intérieurs et faire la paix avec Reilly.
À l'issue de la saga, il se rendit à la justice. Il fut aperçu dans un épisode des Thunderbolts lors d'une massive évasion de prison. Son sort ultérieur n'est pas certain, bien qu'il ait été aperçu combattant des agents de Norman Osborn, dont il avait découvert la responsabilité dans la Saga du Clone, en Europe du Sud. Il est dit par un agent d'Osborn qu'ils se sont occupés de Kaine, qui n'est pas réapparu dans l'univers Marvel classique depuis.

### Spider-Island
Il refait surface dans le cross-over « Spider-Island ». Le Chacal revient à New York et transforme tous ses habitants en Spider-Men. Mais la situation dégénère et les habitants deviennent des araignées mutantes. Les Vengeurs, Spider-Man, Anti-Venom et Venom (Flash Thompson) participent à la bataille. Kaine est ici un esclave du Chacal sous le nom de Tarentule. Il n'a plus apparence humaine et n'a plus conscience de ses actes. Pendant ce temps, Eddie Brock (Anti-Venom) découvre qu'il peut guérir les gens contaminés. Le gouvernement le contacte, et Anti-Venom sacrifie ses pouvoirs en donnant son symbiote comme antidote. Lors d'un combat entre Spider-Man et Tarentule, ce dernier tombe dans la cuve contenant l'antidote. Il reprend alors forme humaine, et endosse l'ancien costume de Peter (Big Time Suit). Ensemble, ils vont venir à bout de la Reine, qui était en réalité derrière toute cette histoire. Kaine partira, jugeant qu'un Spider-Man suffit. Cependant, il devient un super-héros sous le nom de Scarlet Spider et commence à combattre le crime.

## Pouvoirs et capacités
- En tant que clone de Spider-Man, Kaine possède les mêmes pouvoirs que lui, force, vitesse, agilité et réflexes surhumains, mais à un niveau supérieur. Son degré de force n'a pas été mesuré avec précision, mais il a déjà vaincu Le Rhino au combat rapproché.
- Son sens d'araignée est plus développé, et lui permet d'avoir de courts aperçus du futur.
- Il marque les surfaces (et les personnes qu'il bat) de cicatrices reconnaissables qu'il appelle "Marques de Kaine".

## Versions alternatives
Kaine est réapparu dans la série Spider-Girl qui se déroule dans un univers parallèle baptisé MC2. Dans cet univers, Kaine a réussi à sauver la fille de Peter Parker (Spider-Girl) des sbires d'Osborn.